# Burgwallbach

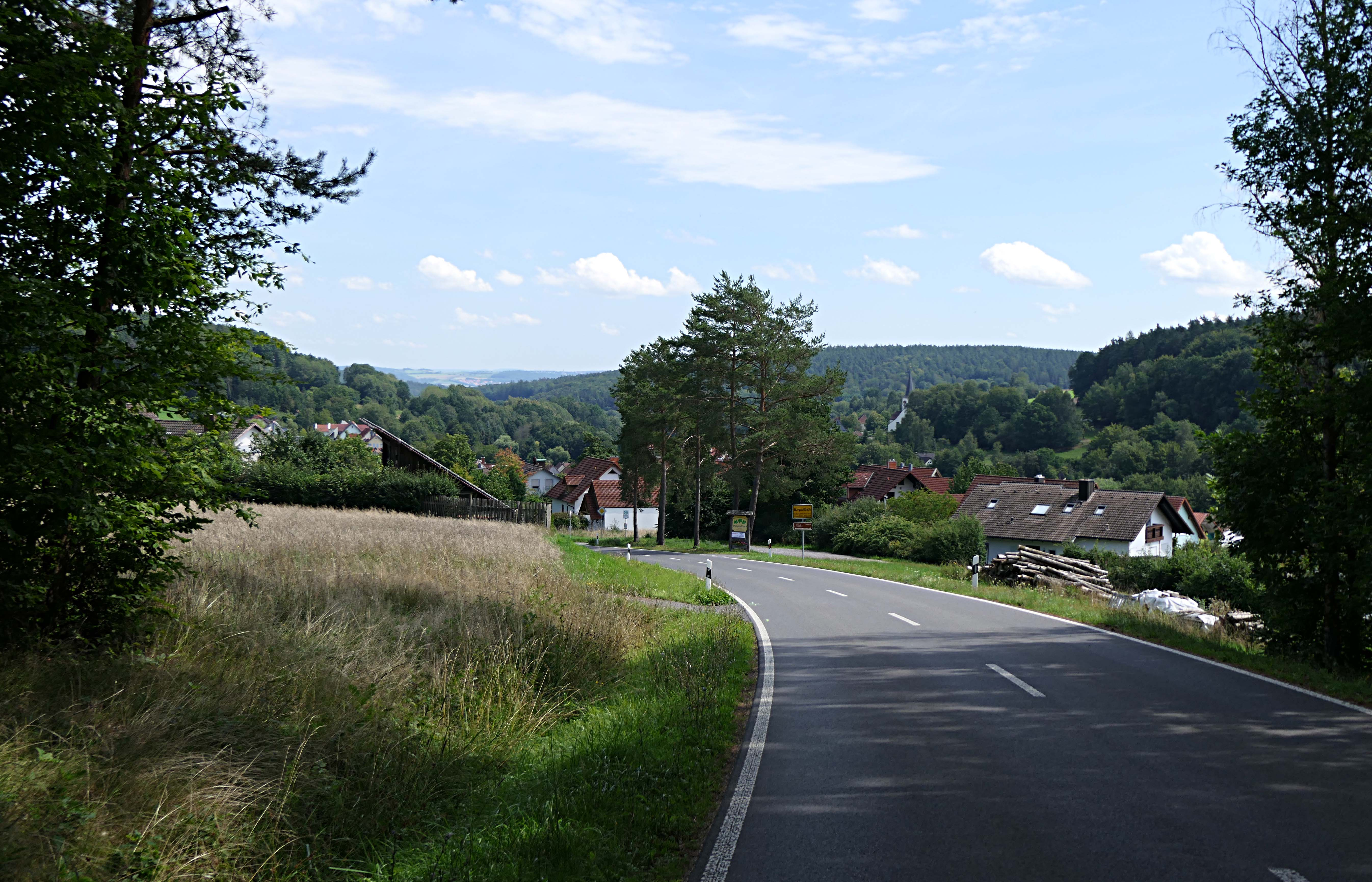
Burgwallbach von Nordwesten

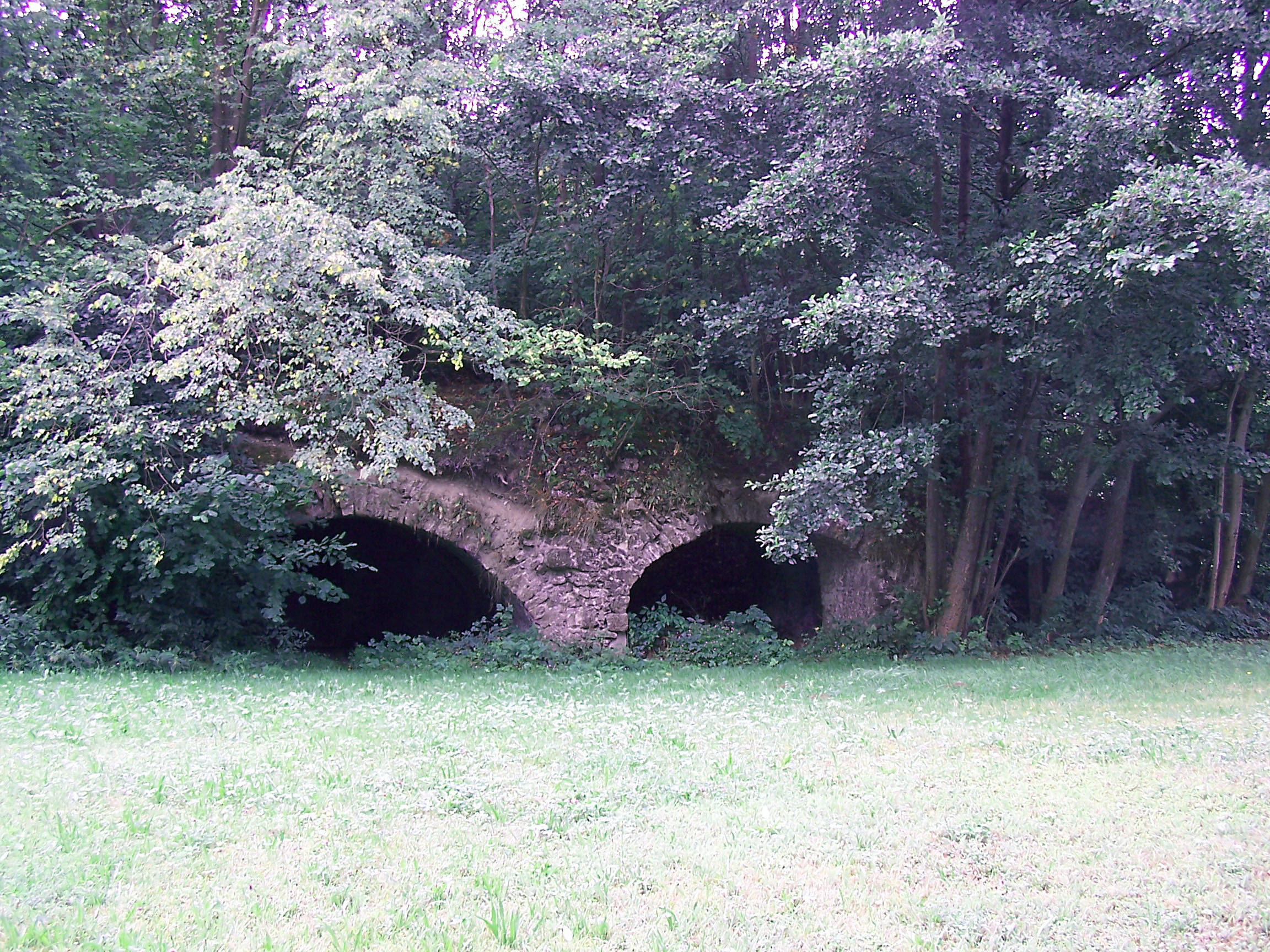
Burgwallbach

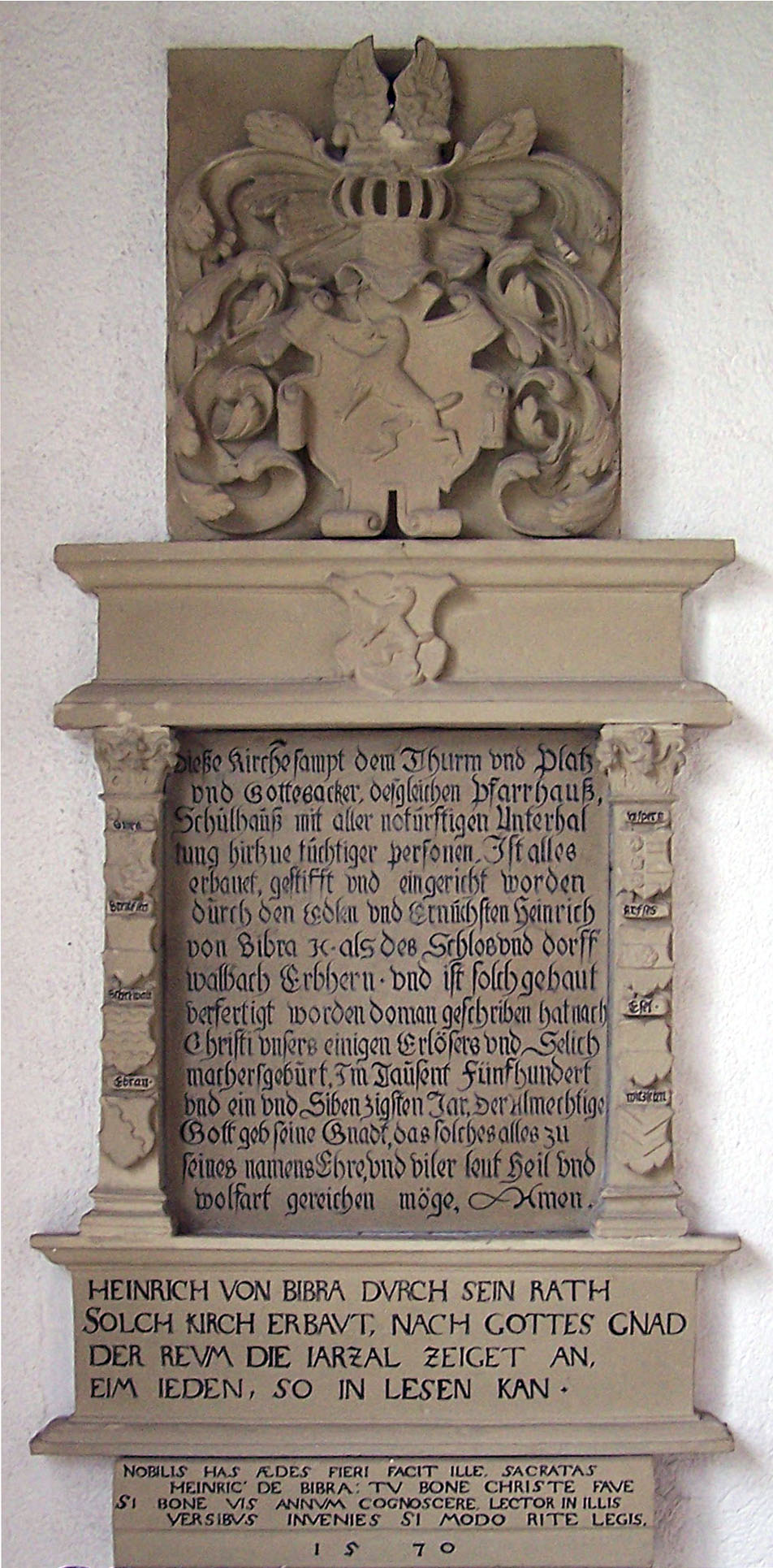
Hl. Dreifaltigkeit (Heinrich von Bibra)

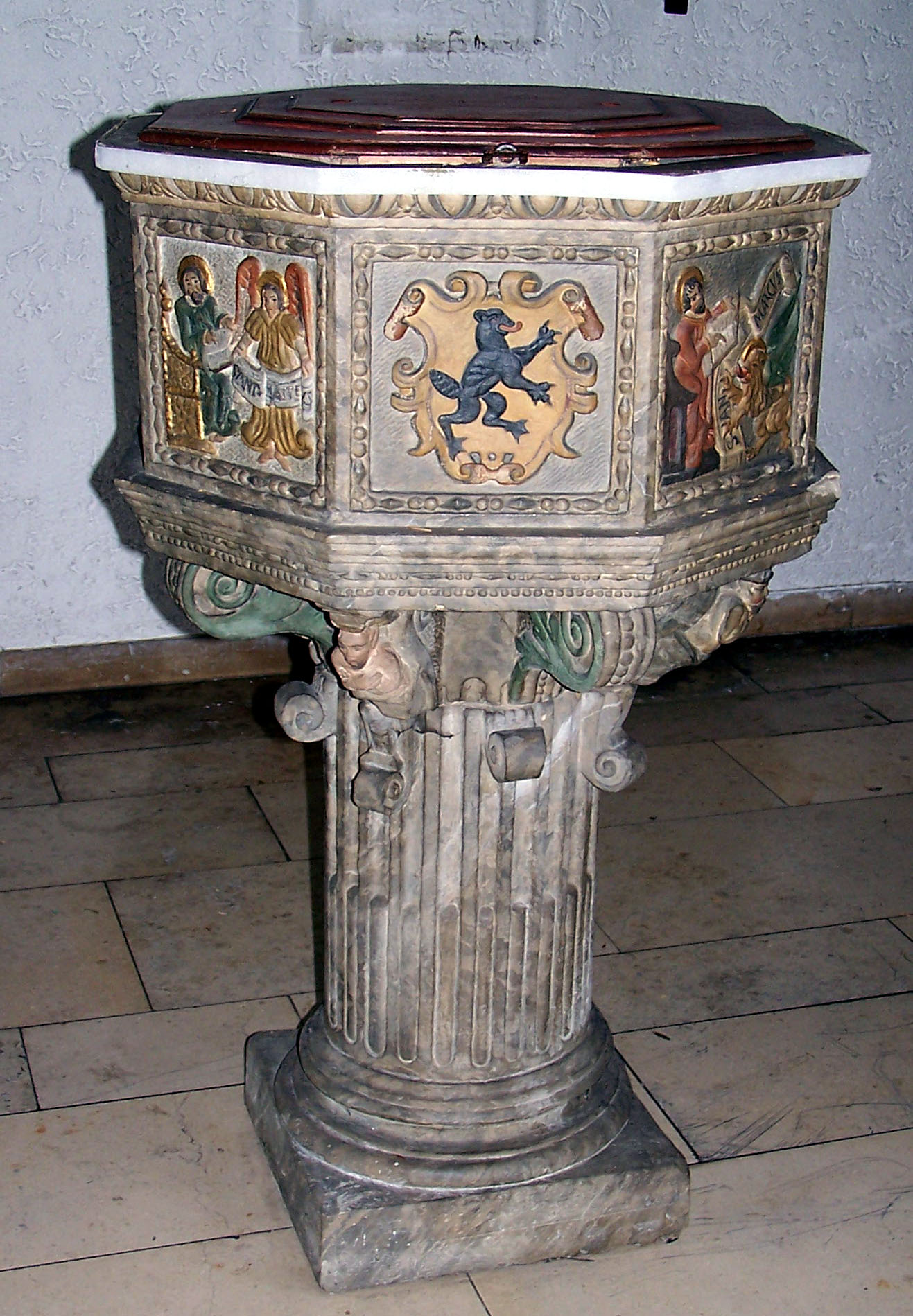
Hl. Dreifaltigkeit

Burgwallbach ist ein Gemeindeteil der Gemeinde Schönau an der Brend im unterfränkischen Landkreis Rhön-Grabfeld in Bayern.

## Lage
Das Pfarrdorf liegt im Herzen des Salzforstes, einem Waldgebiet im Naturpark Bayerische Rhön, 336 m ü. NHN.

## Geschichte
Die noch vorhandenen Ruinen sind Reste der kleinen Wasserburg Burg Wallbach. Um die Burg befand sich ein kleiner See (Flurname: Alter See)
Anfang des 14. Jahrhunderts waren die Ritter Brüder Heinrich und Margold Marschalk die ersten bekannten Besitzer von Burg und Gut Wallpach. Sie entstammten dem Geschlecht der Marschalk von Ostheim. Ihre Lehnsherren waren die Grafen von Henneberg, die wiederum den Fürstbischöfen von Würzburg untertan sind.
Im Jahr 1335 wurde die „Burg von Wallpach“ zum ersten Mal erwähnt.
Der Fürstbischof Albert II. von Hohenlohe (1345–1371) belagerte im Jahr 1357 die Burg und zerstörte sie, weil die Marschalks seinen Feinden Unterschlupf gewährt hatten. Im gleichen Jahr schloss er mit den Marschalks einen Sicherungsvertrag, verlieh ihnen die Burg von neuem und erlaubte, sie wieder aufzubauen.
Die Marschalks von Wallpach nahmen im Jahr 1489 an den Kreuzzügen teil und machten sich anschließend in Tirol ansässig. In diesem Jahr verkaufte Bernhard, Marschalk von Wallpach, die Burg samt allem zugehörigen Besitz an seinen Schwager, den Freiherren Anton von Bibra, für 1172 Gulden.
Kaiser Friedrich III. verlieh im anschließenden Jahr Blutbann, Halsgericht, Stock und Galgen in Ober- und Niederwalbach an Wilhelm von Bibra und dessen Bruder Anton. Wilhelm war zu dieser Zeit Gesandter beim Papst in Rom. Innozenz VIII. verlieh ihm 1498 einen Indulgenzbrief für die neu erbaute Kirche. Papst Alexander VI. erneuerte diesen Indulgenzbrief und übersandte Reliquien der Hl. Märtyrer Eugenius, Felix und Urban I. für die Kirche von Niederwallbach.
Mit sämtlichen anderen Gütern des Hans von Bibra wurden auch die Burg und der Ortsteil Niederwallbach (an der S-Kurve) mit der Kirche im Jahr 1525 während des Bauernkrieges zerstört.
Heinrich von Bibra, der letzte der Burgwallbacher Linie, erbaute die jetzige Kirche in den Jahren 1571 und 1572.
Nach dem Tode Heinrichs von Bibra verlangte der Fürstbischof Julius im Jahr 1602 das Lehen zurück, weil die erbberechtigte Linie der Freiherren von Bibra zu Irmelshausen evangelisch war. Bernhard von Bibra führte deswegen einen langwierigen Prozess gegen die Bischöfe zu Würzburg. (Dreißigjähriger Krieg) Endlich erging im Jahr 1681 das Urteil. In einem Vergleich wurde den Fürstbischöfen Burgwallbach überlassen. Als Entschädigung bekamen die Bibras das Gut Brennhausen im Grabfeld.
Im Jahr 1790 wurde die Burg endgültig zerstört, zum Abbruch freigegeben und als Steinbruch benutzt.
Am 1. Januar 1978 wurde die bis dahin selbständige Gemeinde Burgwallbach in die Nachbargemeinde Schönau an der Brend eingegliedert.